# Hermann Joseph Robert Hortmanns
Hermann Joseph Robert Hortmanns (* 9. Juni 1884 in Rath-Anhoven; † 20. Februar 1950 in Golkrath) war ein deutscher römisch-katholischer Geistlicher und Märtyrer.

## Leben
Hermann Joseph Robert Hortmanns wuchs als Sohn eines Landwirts bei Erkelenz auf. Er besuchte das Gymnasium in Neuss, studierte katholische Theologie in Bonn und wurde am 6. März 1909 in Köln zum Priester geweiht. Die Stationen seines Wirkens waren: Zons, Kaplan in Eupen (1910) und Pfarrer in Golkrath (1924).
Am 17. Oktober 1941 kam es zu dem in der juristischen Literatur als „Fall Plaum“ bekannten Ereignis. Dechant Gottfried Plaum (1878–1954) des Dekanats Wegberg-Klinkum hatte in Klinkum zehn Priester seines Dekanats zu Gast, darunter Pfarrer Hortmanns. Wegen gemeinsamen Hörens eines feindlichen Senders wurden sie verhaftet und kamen über das Regierungsgefängnis Aachen und das Landesgefängnis Düsseldorf (Urteil am 24. März 1942) zur Berufungsverhandlung an das Reichsgericht Leipzig. Dort wurden die Priester am 1. Juni 1942 zu Zuchthaus- bzw. Gefängnisstrafen verurteilt: Plaum (6 Jahre Zuchthaus), Josef Herkenrath (1886–1961), Pfarrer von Tüschenbroich (4 Jahre Zuchthaus), Heinrich Florenz (1900–1967), Rektor in Gerderhahn (3 Jahre Zuchthaus), Bernhard Seitz (1876–1955), Pfarrer von Merbeck (2 ½ Jahre Zuchthaus), Josef Rings (1874–1954), Pfarrer von Kleingladbach (2 Jahre Zuchthaus), Matthias Vaahsen (* 1875), Pfarrer außer Dienst von Rath-Anhoven (2 Jahre Zuchthaus), Franz Stappers (5 Jahre Gefängnis), Josef Beulen (1886–1950), Pfarrer von Gerderath (1 Jahr Gefängnis), Pfarrer Plum von Beeck  (freigesprochen).
Pfarrer Hortmanns wurde verurteilt, kam zwar aufgrund der angerechneten Untersuchungshaft frei, doch war seine Gesundheit durch die Haft ruiniert. Er starb an den Spätfolgen 1950 im Alter von 65 Jahren.

## Gedenken
Die Römisch-katholische Kirche in Deutschland hat Hermann Joseph Robert Hortmanns als Märtyrer aus der Zeit des Nationalsozialismus in das deutsche Martyrologium des 20. Jahrhunderts aufgenommen.